# Verband Österreichischer SounddesignerInnen
Der Verband Österreichischer SounddesignerInnen (VOESD) war lange Zeit die einzige Berufsvertretung der in der österreichischen Filmwirtschaft arbeitenden Sounddesigner. Er existierte von 2003 bis 2019 als unabhängige Interessensvertretung dieser speziellen Berufsgruppe von Filmtonschaffenden innerhalb der Postproduktion. Im Dezember 2019 kam es zu einer Umgestaltung in eine Berufsvereinigung für alle Filmtonschaffenden Österreichs, die seither sämtlichen Berufsgruppen – von Boom Operateuren, Set-Tonmeistern bis hin zu Mischtonmeistern – offen steht. Damit ging auch eine Umbenennung einher. Die neue Berufsvereinigung firmiert seither unter dem Titel Filmton Austria.

## Geschichte und Aktivitäten
Bis Mitte der 1990er Jahre galt Tonschnitt und Sounddesign im Österreichischen Filmschaffen als Teil des Bildschnittes eines Films. Die meisten Filme wurden in Mono produziert und der Aufwand der Tonnachbearbeitung war sehr beschränkt. Erst mit der Digitalisierung der Filmpostproduktion entwickelte sich auch in Österreich das neue Berufsbild eines „Schnittmeisters für Ton“ – dem Sounddesigner.
Ziel des Berufsverbandes war es seitdem, Sounddesigner als kreative Gestalter der Filmtonebene und als Verantwortliche für den gesamten Workflow der Tonpostproduktion im Österreichischen Filmschaffen zu verfestigen.
Zu den größten Erfolgen gehörte daher auch die Aufnahme des Berufsbildes Sounddesign in den Kollektivvertrag der Filmschaffenden, die seit 1. Jänner 2017 wirksam ist. Im Rahmen des Filmfestivals Diagonale stiftete der Verband jährlich Preise für das Beste Sounddesign eines Spiel- und eines Dokumentarfilms und auch an der Installierung der Preise für die beste Tongestaltung der Akademie des Österreichischen Films (Österreichischer Filmpreis) war er maßgeblich beteiligt.
Der Verband pflegte einen regen Informationsaustausch mit verwandten ausländischen Berufsverbänden, engagierte sich aktiv am Aufbau einer internationalen Dachorganisation von Filmtonverbänden und arbeitete in zahlreichen Gremien mit, die sich um die Verbesserung der Arbeitsbedingungen von Filmschaffenden generell bemühen.

## dialog.ton und dialog.ton+
Seit 2018 veranstaltete der VOESD alljährlich ein Symposium mit dem Titel dialog.ton. Eingeladen waren dazu stets Filmtonschaffende aus allen Bereichen: Set-Tonmeister und Boomoperateure, Sounddesigner, Mischtonmeister, Tonstudiobetreiber und deren Mitarbeiter, Foley-Artists sowie Studierende der Filmakademie Wien, des Instituts für Elektroakustik und anderer einschlägiger Ausbildungseinrichtungen.
Im Rahmen des halbtägigen Symposiums wurden Themen besprochen, die aktuelle Entwicklungen im Filmtonbereich abbilden und dazu beitragen den Workflow und die interdisziplinäre Kommunikation zu verbessern, ebenso wie die generelle Arbeitssituation von Filmtonschaffenden in Österreich. Die Themenpalette reichte daher von Technik bis hin zu Arbeitsrecht, Aus- und Weiterbildungsmaßnahmen etc.
Abgerundet wurde das Symposium durch das abendliche Branchentreffen dialog.ton+
Diese Veranstaltung trug auch maßgeblich zum Gelingen der 2019 vollzogenen Erweiterung zu einer Berufsvereinigung für alle Filmtonschaffenden bei. 2020 musste sie leider aufgrund von Covid-Vorsichtsmaßnahmen kurzfristig abgesagt werden. Bis Versammlungen wieder in Anwesenheit abgehalten werden können, finden die Veranstaltungen online statt.

## Mitgliedschaft im Berufsverband
Im Zuge der Erweiterung und Umbenennung in Filmton Austria wurden auch die Regeln für die Mitgliedschaft neu formuliert. Nähere Informationen dazu finden sich auf der Webseite der neuen Berufsvereinigung.